# Matheus Cadorin
Matheus Cadorin (Joinville, 16 de abril de 1981) é um empresário e político brasileiro, filiado ao Partido Novo (NOVO). É deputado estadual de Santa Catarina.

## Biografia
Natural de Joinville, Matheus Cadorin é graduado em Relações Internacionais, com experiência na área de gestão com foco na aceleração de startups. Foi gestor de desenvolvimento econômico das cidades de Joinville e Jaraguá do Sul. Durante oito anos esteve à frente, como diretor-executivo, dos Bombeiros Voluntários de Joinville.[carece de fontes?]
Em 3 de outubro de 2022, Matheus Cadorin disputou sua primeira eleição e recebeu 12.390 votos, sendo eleito para o cargo de deputado estadual pelo Partido Novo (NOVO). Na Assembleia Legislativa de Santa Catarina, seu gabinete é o de número 105.

## Atuação como parlamentar
Matheus Cadorin é autor do primeiro Projeto de Lei no Brasil elaborado com ajuda de inteligência artificial, protocolado em 27 de fevereiro de 2023, e publicado na edição de 10 de março de 2023 no Diário da Assembleia. O deputado utilizou a ferramenta ChatGPT para redação do Projeto de Lei PL 0036/2023, que indica formas de ampliar a transparência na divulgação do estoque de medicamentos da rede estadual de saúde em Santa Catarina. Também apresentou proposta para que seja possível realizar pagamento de impostos, taxas e contribuições estaduais através de PIX em Santa Catarina.
Cadorin defende pautas do Partido Novo, como o liberalismo econômico, com incentivo ao empreendedorismo, diminuição de impostos e taxas, e desburocratização para a abertura, manutenção e fechamento de empresas.